# Königshütte-waterval

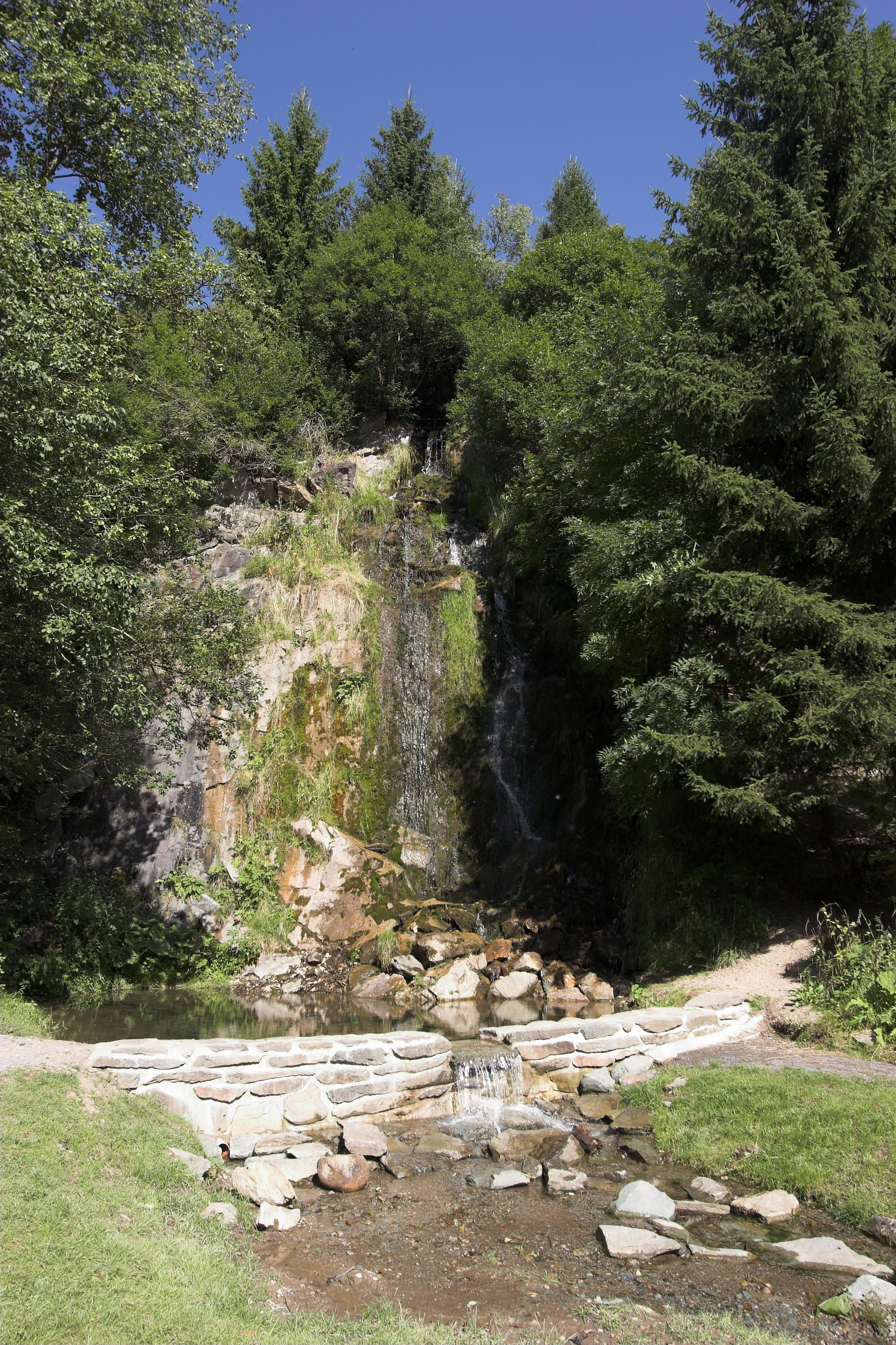
Königshütte-waterval

Königshütte-waterval ( Duits:Königshütter Wasserfall) is een waterval die uiteindelijk uitstroomt in het Kalte Bode. Het ligt in het dorp Königshütte in de gemeente Oberharz am Brocken in het Harzgebergte in Midden-Duitsland.
De waterval heeft een relatief laag volume en valt over een hoogte van 12 meter (sommige bronnen spreken van 15 of 20 meter). Kort daarna stroomt de beek uit in de Kalte Bode. De waterval is kunstmatig aangelegd en het wordt gevoed door kleine naamloze waterstromen en werd in 1994 gebouwd in verbinding met een oude steengroeve.
De Bundesstraße 27 loopt vlakbij. Het gebied rond de waterval is omgevormd tot een klein park waar je ook kunt barbecueën. Bovenaan de watervallen, bij het uitkijkpunt, bevindt zich controlepost nr. 40 van het wandelnetwerk Harzer Wandernadel.